# Trochosa acompa
Trochosa acompa este o specie de păianjeni din genul Trochosa, familia Lycosidae. A fost descrisă pentru prima dată de Chamberlin în anul 1924. Conform Catalogue of Life specia Trochosa acompa nu are subspecii cunoscute.